# Струмообмежувальний реактор

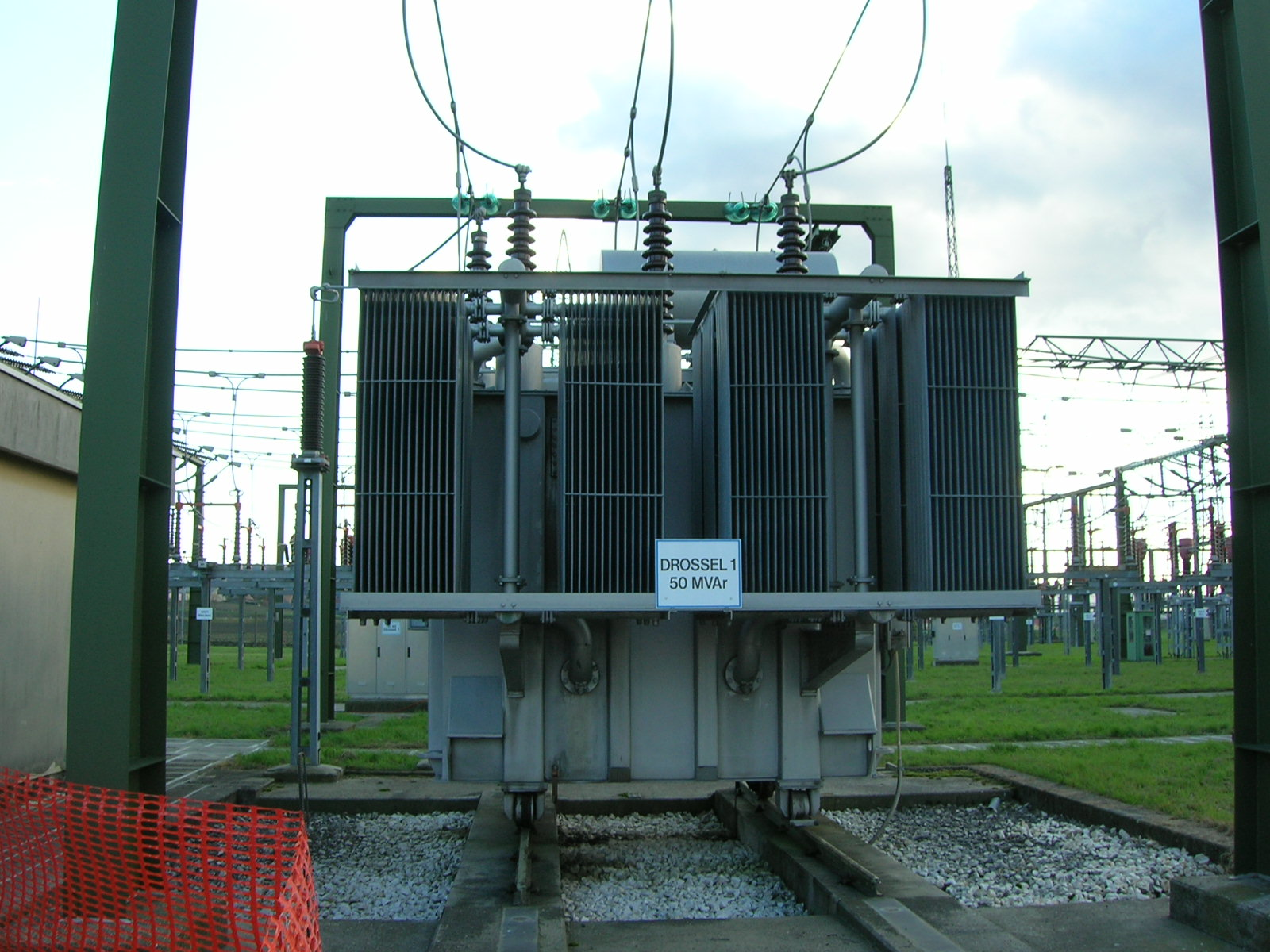
Трифазний струмообмежувальний реактор в лінії 110 кВ, номінальною реактивною потужністю 50 МВАр

Струмообме́жувальний реа́ктор (англ. current limiting reactor) — високовольтний електричний апарат, різновид електричного реактора послідовного увімкнення, що призначений для обмеження струму короткого замикання та підтримання при цьому достатньої напруги на неушкоджених частинах електроустаткування за реактором у мережах змінного струму. Використання струмообмежувальних реакторів забезпечує умови стійкої роботи електричних генераторів та двигунів споживачів в електричних мережах.

## Галузь використання
При короткому замиканні (КЗ) в електричних мережах струм в колі значно зростає у порівнянні зі струмом нормального режиму роботи. У високовольтних мережах струми короткого замикання можуть досягати таких величин, що підібрати устаткування, яке б змогло витримати електродинамічні сили, що виникають внаслідок протікання цих струмів, не є реальним. Для обмеження струму короткого замикання застосовують струмообмежувальні реактори.
Основна сфера використання реакторів — електричні мережі напругою 6…10 кВ. Інколи струмообмежувальні реактори використовуються в устаткуванні на 35 кВ і вище (110…500 кВ), а також при напругах, нижчих за 1000 В. Реактори використовують також для обмеження пускових струмів синхронних електродвигунів та як споживачі реактивної потужності з метою підвищення пропускної спроможності ліній електропередач.

## Конструктивні особливості
Реактор виготовляється у вигляді індуктивної котушки без осердя з магнітного матеріалу. Завдяки цьому він має сталий індуктивний опір, що не залежить від струму, який протікає. Реактори на напругу до 35 кВ (для встановлення в закритих приміщеннях) виконуються у вигляді котушок, витки яких закріплені в бетонних колонах, а на 35 кВ і вище — у вигляді котушок поміщених в сталеві баки, заповнені трансформаторною оливою.

### Бетонний реактор
Бетонний реактор має вигляд концентрично розташованих витків ізольованого багатожильного дроту, залитого у радіально розташовані бруски з бетону з високими механічними показниками. Всі металеві деталі реактора виготовляються з немагнітних матеріалів. Для випадку великих струмів використовують штучне охолодження.
Фазні котушки реактора розташовують так, що при складеному реакторі поля котушок розташовані зустрічно, що є необхідним для подолання динамічних зусиль при короткому замиканні.

### Масляний реактор
Масляний реактор складається з обмоток мідних провідників, ізольованих кабельним папером, які вкладаються на ізоляційні циліндри та заливаються оливою. Олива одночасно є ізолюючим і охолоджувальним середовищем. Для зменшення нагрівання стінок бака від змінного поля котушок реактора застосовують електромагнітні екрани або магнітні шунти.
Електромагнітний екран має вигляд розташованих концентрично відносно обмотки реактора короткозамкнутих мідних або алюмінієвих витків навколо стінок бака. Екранування відбувається за рахунок того, що в цих витках виникає зустрічне електромагнітне поле, яке компенсує основне поле.
Магнітний шунт — це пакети листової сталі, розташовані всередині бака біля стінок, які створюють штучний магнітопровід з магнітним опором, меншим за опір стінок бака, що змушує основний магнітний потік реактора замикатись по ньому, а не через стінки бака.
Для недопущення вибухів, пов'язаних з перегріванням оливи в баку, згідно з ПУЕ, всі реактори на напругу 500 кВ і вище повинні оснащатися газовим захистом.

### Сухі реактори
Сухі реактори як новий напрямок в конструюванні струмообмежувальних реакторів застосовуються в мережах з номінальною напругою до 220 кВ. В одному з варіантів конструкції сухого реактора обмотки виконуються у вигляді кабелів (зазвичай прямокутного перерізу для зменшення габаритів і підвищення механічної міцності) з кремнеорганічною ізоляцією, намотаних на діелектричний каркас. Перевагою застосування кремнеорганічної ізоляції є велика термостійкість, стійкість до електродинамічних навантажень, еластичність, герметичність, незмінність діелектричних і механічних властивостей при тривалому часі експлуатації. В іншій конструкції реакторів провід обмотки ізолюється поліамідною плівкою, а потім двома шарами скляних ниток з проклеюванням і просоченням їх кремнеорганічним лаком і наступним спіканням, що відповідає класу нагрівостійкості Н (робоча температура до 180 °С); пресування і стягування обмоток бандажами робить їх стійкими до механічних напружень за ударних струмів.

## Схеми включення реакторів

### Загальні особливості
Основні технічні параметри електричного реактора — номінальна напруга та струм і відносний індуктивний опір (процентне відношення падіння напруги на реакторі при номінальному струмі до номінальної фазної напруги мережі).
Для потужних і відповідальних ліній застосовується індивідуальне реактування (лінійний реактор). Коли через реактор живиться група ліній, його називають груповим реактором. Реактор, що вмикається між секціями розподільних пристроїв, називають секційним реактором.

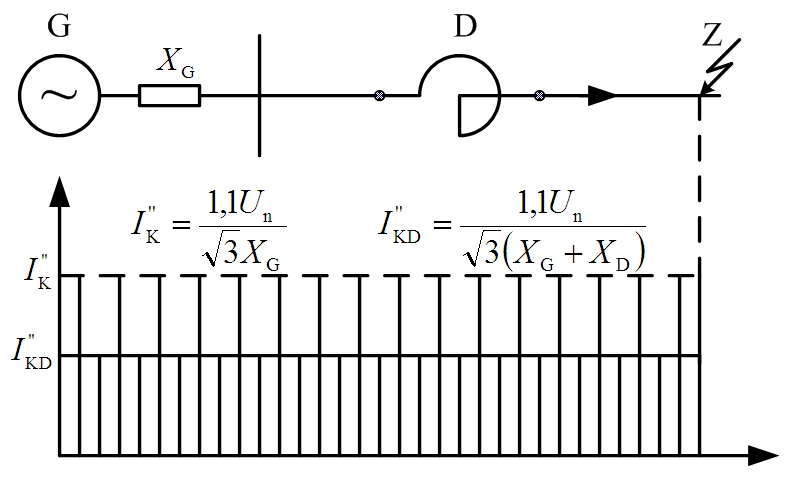
Умовна графічна познака та принцип роботи струмообмежувального реактора послідовного увімкнення

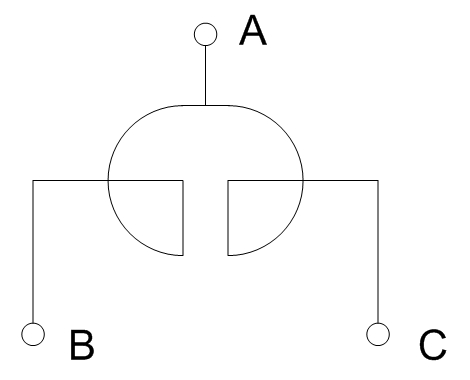
Умовна графічна познака здвоєного реактора послідовного увімкнення

### Лінійний реактор
Лінійний реактор (англ. line reactor) вмикається послідовно в коло, струм у якого потрібно обмежувати і працює як індуктивний (реактивний) додатковий опір, який зменшує струм при короткому замиканні, що забезпечує стійкість генераторів і системи в цілому. У нормальному режимі роботи на реакторі спостерігається спад напруги порядку 3…4%. У зв'язку з цим реактивність лінійного реактора не може бути необмежено великою. Частіше всього враховується те, що втрати напруги на лінійному реакторі в робочому режимі не повинні перевищувати 5%.
У випадку короткого замикання більша частина напруги буде припадати на реактор. Значення максимального ударного струму короткого замикання розраховується за формулою:
{\displaystyle i_{m}=2,54I_{H}{\frac {100\%}{X_{p}}},}
де IH — номінальний струм мережі, Xp — реактивний опір реактора.
Відповідно, чим більшим буде реактивний опір, тим меншим буде значення максимального ударного струму в мережі. Реактивність є прямо пропорційною до індуктивного опору котушки. При великих струмах у котушках зі сталевими сердечниками відбувається насичення сердечника, що різко знижує реактивність, і, як наслідок, реактор втрачає свої струмообмежувальні властивості. З цієї причини реактори виконують без сталевих сердечників, незважаючи на те, що при цьому, для підтримання такого ж значення індуктивності, їх доводиться робити великих розмірів та маси.
Лінійний реактор вибирають або за умовою обмеження струму короткого замикання до величини вимикальної здатності лінійних вимикачів, або за умовою термічної стійкості кабелів розподільної мережі.
Зі збільшенням IH реактора його струмообмежувальна дія при тій же реактивності у відносних одиницях зменшується:
{\displaystyle X_{p}=f\left({\frac {U_{H}}{{\sqrt {3}}\cdot I_{H}}}\right).}
Тому крупні реактори, маючи великий номінальний струм, мають і більшу реактивність, порівнюючи з лінійними індивідуальними реакторами. З тієї ж причини струмообмежувальна дія лінійних індивідуальних реакторів, зазвичай, є у 2-3 рази більшою, ніж у секційних реакторів.

### Здвоєний реактор
Здвоєні реактори (англ. duplex reactor) конструктивно схожі до звичайних реакторів, але від середньої точки обмотки вони мають допоміжний вивід.
Прагнення до зменшення втрат напруги на реакторі в номінальному режимі, до спрощення і здешевлення розподільних пристроїв призвело до створення здвоєних реакторів. При звичайних реакторах кожна відходить лінія має свій реактор, розрахований на номінальний струм лінії. Кожна трифазна група реакторів розміщується в спеціальній комірці розподільного пристрою. В здвоєних реакторах реактори сусідніх гілок зближені так, що між ними існує сильний магнітний зв'язок. Поєднання в одному реакторі двох зменшує габарити апарату, здешевлює і спрощує розподільний пристрій.
У номінальному режимі магнітні поля реакторів мають зустрічне спрямування і роблять розмагнічувальну дію одне на одного. В результаті індуктивний опір гілки зменшується. Відповідно і зменшується і спад напруги на реакторі. Чим більшим є коефіцієнт зв'язку, тим меншим буде падіння напруги в гілці. Для збільшення коефіцієнта зв'язку k реактори повинні бути якомога ближче один до одного.
При короткому замиканні в одній з гілок падіння напруги на реакторі в основному визначається її реактивним опором {\displaystyle X_{p}}. Вплив сусідньої гілки, у якій тече номінальний струм, є малим, так як розмагнічувальна дія цієї гілки є незначною.
Якщо перша гілка реактора розімкнута, а в другій проходить струм КЗ, то у реакторі першої гілки наводиться додаткова ЕРС, що дорівнює {\displaystyle E=I_{K}kX_{p}}. В результаті напруга на першій гілці реактора зростає і може досягти подвоєного значення.
При одночасному КЗ в обох гілках, що відходять від реактора між ними виникають великі електродинамічні сили. Це відбувається через те, що, по-перше, реактори близько розташовані один до одного і, по-друге, зростає струм КЗ, так як зменшується реактивний опір деталей.
Для обмеження перенапруг і електродинамічних сил коефіцієнт зв'язку береться в межах від 0,3 до 0,5.
Перевага здвоєних реакторів полягає в тому, що залежно від схеми включення та напрямку струмів в обмотках індуктивний опір його може збільшуватися або зменшуватися. Цю властивість здвоєного реактора й використовують для зменшення падіння напруги в нормальному режимі та обмеження струму короткого замикання.
Значна втрата напруги в нормальному режимі роботи кола не дає можливість встановлювати індивідуальні та групові реактори великого опору. Тому для випадків, коли потрібні значні обмеження струмів короткого замикання, розробляють безінерційні струмообмежуючі пристрої (БСП).

### Секційний реактор
Секційні реактори обмежують струм КЗ в зоні збірних шин, приєднань генераторів, трансформаторів, тому їх опори повинні бути достатніми для обмеження струму КЗ до значень, які потрібні для встановлення вимикачів.
За умовами роботи секційні й лінійні реактори мають суттєву різницю. В нормальному режимі перетік потужності через секційний реактор незначний, при симетричній схемі він приблизно дорівнює нулю. Тому величина реактивності секційного реактора для збільшення його струмообмежувальної дії може бути великою.
Номінальний струм секційного реактора вибирається за режимом відключення одного генератора або трансформатора зв'язку з системою, коли через реактор протікає надлишкова (або недостатня) потужність секції, виходячи з умови:
Iр.ном ≥ (0,6÷0,8) Iг.ном,
де Iг.ном — сумарний струм генераторів, приєднаних до секції.
Індуктивний опір секційного генератора беруть рівним 0,2…0,35 Ом.